# Việt Hòa (xã)
Việt Hòa là một xã thuộc huyện Khoái Châu, tỉnh Hưng Yên, Việt Nam.

## Địa lý
Việt Hòa nằm cạnh Quốc lộ 39A, có vị trí địa lý:
- Phía đông giáp huyện Ân Thi và huyện Kim Động
- Phía tây giáp xã Dân Tiến
- Phía nam giáp huyện Kim Động
- Phía bắc giáp xã Hồng Tiến.

Xã Việt Hòa có diện tích 6,44 km², dân số năm 2019 là 7.431 người, mật độ dân số đạt 1.153 người/km².

## Hành chính
Xã Việt Hòa được chia thành 4 thôn: Yên Khê, Yên Trung, Lôi Cầu, Vân Trì.

## Lịch sử
Trước đây, Việt Hòa là một xã thuộc huyện Châu Giang cũ.
Ngày 24 tháng 7 năm 1999, Chính phủ ban hành Nghị định số 60/1999/NĐ-CP về việc chuyển xã Việt Hòa thuộc huyện Châu Giang cũ chuyển về huyện Khoái Châu mới tái lập quản lý.